# Claus Lichtenberger

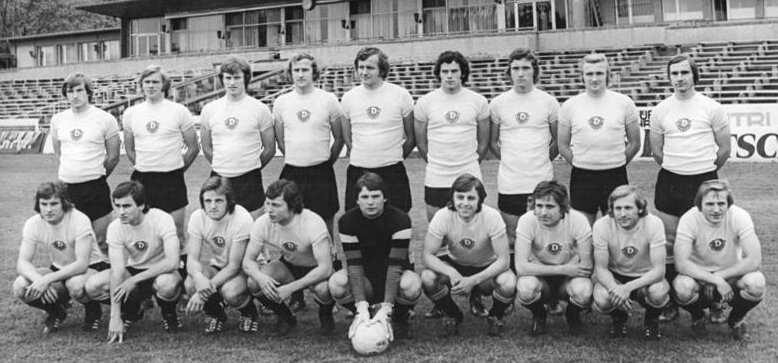
Claus Lichtenberger (hintere Reihe, Zweiter von links) auf dem Mannschaftsfoto von Dynamo Dresden (1978)

Claus Lichtenberger (* 13. April 1950 in Dresden) war Fußballspieler in der DDR. In der obersten Fußballspielklasse Oberliga spielte er von 1971 bis 1975 für Dynamo Dresden. Er wurde 1973 und 1976 DDR-Meister.
Lichtenberger startete seine Fußball-Laufbahn in seiner Heimatstadt 1958 bei der Betriebssportgemeinschaft (BSG) Motor TuR Dresden-Uebigau. Mit zehn Jahren wechselte er zur Fußballsektion des damaligen Dresdner Spitzenklubs SC Einheit Dresden. 1966 wurde die Fußballsektion ausgegliedert und trat künftig als FSV Lok Dresden an. Seine ersten Spiele im Männerbereich absolvierte der 1,79 m große Lichtenberger bei der FSV ab 1968. Im November 1969 musste er seinen Militärdienst antreten, konnte aber während der anderthalb Jahre bei der Armeesportgemeinschaft Vorwärts Löbau in der drittklassigen Bezirksliga Dresden weiter Fußball spielen.
Nach seiner Entlassung aus der Armee schloss sich Lichtenberger im Sommer 1971 dem aktuellen DDR-Fußballmeister und Pokalsieger Dynamo Dresden an. Dort war er fünf Spielzeiten lang aktiv, kam aber über die Rolle eines Ersatzspielers nicht hinaus. Zu seinem ersten Oberligaeinsatz kam er am 7. Spieltag der Saison 1971/72. In der Begegnung FC Carl Zeiss Jena – Dynamo Dresden (1:1) am 6. November 1971 wurde er 82 Minuten lang als Mittelstürmer aufgeboten. In dieser Spielzeit wurde er insgesamt zehnmal in der Oberligamannschaft aufgeboten. An der Meisterschaft 1972/73 war Lichtenberger mit neun Einsätzen beteiligt, drei davon war Vollzeitspiele. In dieser Spielzeit gehörte Lichtenberger zum Kader der DDR-Nachwuchs-Nationalmannschaft. Mit ihr bestritt er zwischen November 1972 und April 1973 drei Länderspiele. In der Saison 1973/74 standen für ihn in der Oberliga nur fünf Kurzzeiteinsätze zu Buche, während er 1974/75 in sechs von neun Einsätzen über die volle Distanz spielte. In diesen Vollzeit-Begegnungen wurde er als Mittelfeldspieler aufgeboten. Seine letzte Saison bei Dynamo Dresden verbrachte er 1975/76, in der er nur am 10. Spieltag als Verteidiger eingesetzt wurde. Mit diesem einen Spiel wurde er jedoch zum zweiten Mal DDR-Meister. Insgesamt bestritt Lichtenberger 34 Oberligaspiele, in denen er vier Tore erzielte. Von den während seiner Zeit ausgetragenen 24 Europapokalspiele absolvierte er vier Begegnungen (1 Tor). Dreimal stand Dynamo Dresden zu Lichtenbergers Zeiten im Endspiel um den DDR-Fußballpokal. Dresden gewann nie und Lichtenberger wurde in keinem Endspiel aufgeboten.
Zur Saison 1976/77 kehrte der 26-jährige Lichtenberger zur FSV Lok Dresden zurück. Dort spielte er bis 1984 als Mittelfeldspieler in der zweitklassigen DDR-Liga. Von 1979 an war er Mannschaftskapitän, in der Saison 1980/81 als diplomierter Sportlehrer Spielertrainer.